# Kosów Lacki (gmina)
La gmina de Kosów Lacki est une gmina mixte du powiat de Sokołów dans la Mazovie, dans le centre-est de la Pologne.

## Géographie
Son siège administratif (chef-lieu) est la ville de Kosów Lacki, qui se situe environ 23 km au nord de Sokołów Podlaski (siège de la powiat) et 89 km au nord-est de Varsovie (capitale de la Pologne).
La gmina couvre une superficie de 200,17 km2 pour une population de 6 629 habitants en 2006.
Outre la ville de Kosów Lacki, la gmina inclut les villages et localités de :

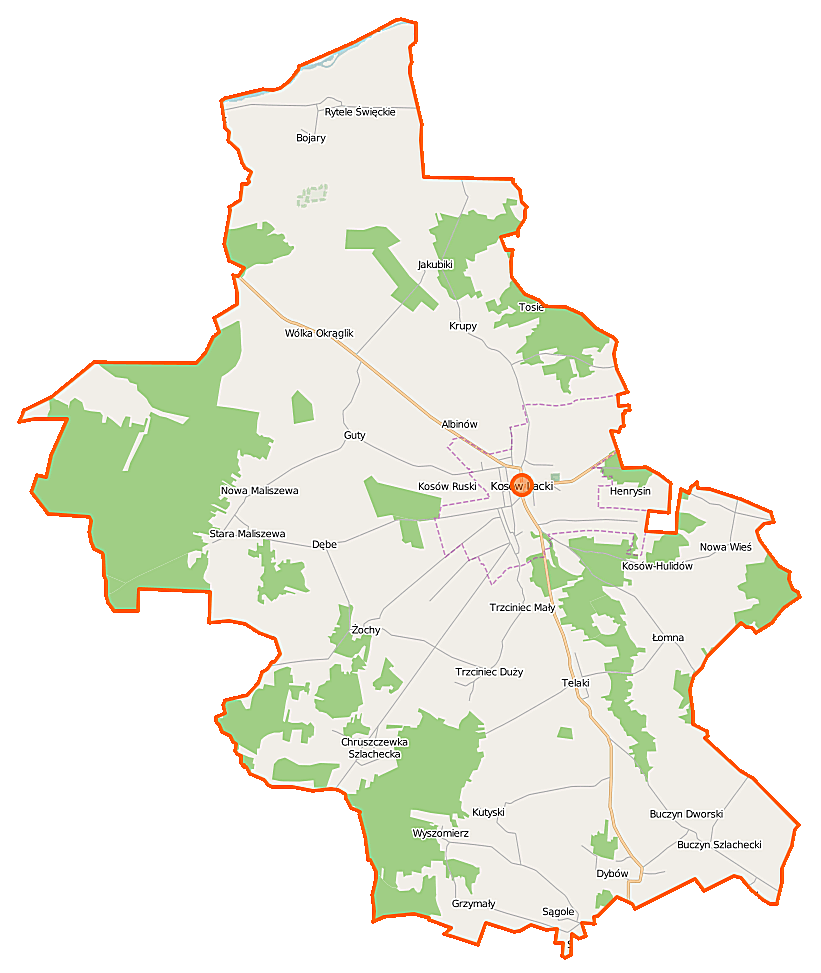
Plan de la gmina

- Albinów
- Bojary
- Buczyn Dworski
- Buczyn Szlachecki
- Chruszczewka Szlachecka
- Chruszczewka Włościańska
- Dębe
- Dybów
- Grzymały
- Guty
- Henrysin
- Jakubiki
- Kosów Ruski
- Kosów-Hulidów
- Krupy
- Kutyski
- Łomna
- Nowa Maliszewa
- Nowa Wieś Kosowska
- Nowy Buczyn
- Rytele Święckie
- Sągole
- Stara Maliszewa
- Telaki
- Tosie
- Trzciniec Duży
- Trzciniec Mały
- Wólka Dolna
- Wólka Okrąglik
- Wyszomierz
- Żochy

### Gminy voisines
La gmina de Kosów Lacki est voisine des gminy suivantes :
- Ceranów
- Małkinia Górna
- Miedzna
- Sabnie
- Sadowne
- Sokołów Podlaski
- Sterdyń
- Stoczek.

## Structure du terrain
D'après les données de 2002, la superficie de la commune de Kosów Lacki est de 200,17 km2, répartis comme telle :
- terres agricoles : 64 %
- forêts : 27 %

La commune représente 17,69 % de la superficie du powiat.

## Démographie
Données du 30 juin 2004 :
| Description        | Total  | Total | Femmes | Femmes | Hommes | Hommes |
| ------------------ | ------ | ----- | ------ | ------ | ------ | ------ |
| Unité              | Nombre | %     | Nombre | %      | Nombre | %      |
| Population         | 6 784  | 100   | 3 377  | 49,8   | 3 407  | 50,2   |
| Densité (hab./km²) | 33,9   | 33,9  | 16,9   | 16,9   | 17     | 17     |